# Big Air Šou-kang
Big Air Šou-kang (čínsky: 首钢滑雪大跳台; pchin-jin: Shǒugāng huáxuě dà tiàotái) je sportoviště nacházející se v městském obvodu Š‘-ťing-šan, asi 30 kilometrů od historického centra Pekingu. Bylo vybudováno za účelem hostit olympijskou disciplínu big air na Zimních olympijských hrách 2022.

## Historie

### Původ
Big Air Šou-kang leží v areálu bývalé ocelárny vlastněné čínskou státní firmou Shougang Group. Produkce oceli v oblasti byla zastavena již v roce 2008 a přesunuta do města Tchang-šan, nacházejícího se v sousední provincii Che-pej. Od té doby areál chátral až do roku 2017, kdy Mezinárodní olympijský výbor rozhodl o přestavbě areálu ve sportoviště pro pekingskou olympiádu.

### Architektura a realizace
Hlavní roli v navrhování tohoto sportoviště měli architekti z pekingské univerzity Čching-chua. Z jejich pera pochází návrh samotného skokanského můstku, ale také okolního parku a přidružených budov. Hlavní inspirací pro vzhled skokanského můstku byly tradiční čínské fresky apsar, přesněji jejich stuhy. Na projektu spolupracovali například i designeři z Polytechnické univerzity v Turíně. Plánovací akce byly hotovy na podzim 2018.
Stavba můstku trvala přes 300 dní a byla dokončena v listopadu 2019. Výsledkem byla 164 metrů dlouhá rampa s nejvyšším bodem v 60 metrech a nejširším místem 34 metrů širokým. Celý areál má výměru 5 500 m2 a při normálních podmínkách tak může pojmout více než 8000 diváků.

## Zimní olympijské hry 2022
Během Zimních olympijských her 2022 se v areálu uskutečnily čtyři medailové závody. O cenné kovy bojovali ženy i muži v kategoriích snowboarding a akrobatické lyžování. Celkem se těchto závodů zúčastnilo 146 sportovců z 25 zemí. Umístění sportoviště v industriální části Pekingu se u sportovců setkalo s rozporuplnými ohlasy.

## Budoucnost
Stavba by měla být provozuschopná i po skončení olympiády. Čína plánuje areál využít k vychování nové generace úspěšných sportovců, inspirovaných výkony Eileen Guové a Su I-minga, kteří pro Čínu v roce 2022 vybojovali zlaté medaile. V létě by se mělo sportoviště přeměnit ve vodní skluzavku, případně zatravnit a využívat k bobování na trávě. Okolní park by měl sloužit k volnočasovým aktivitám pro obyvatele Pekingu – je vybaven stezkami pro běh a cyklistiku, nachází se v něm i prostor pro provozování parkuru a skateboardingu.